# Phalera alpherakyi
Phalera alpherakyi är en fjärilsart som beskrevs av John Henry Leech 1898. Phalera alpherakyi ingår i släktet Phalera och familjen tandspinnare. Inga underarter finns listade i Catalogue of Life.